# كنيس كوهانيم جيرت
كنيس كوهانيم جيرت (بالعبرية: בית הכנסת כהנים הדינתרייתא)، هو كنيس يهودي تونسي، يقع في الحارة الكبيرة، وهو الحي اليهودي الذي يقع في ضواحي مدينة حومة السوق في جزيرة جربة. يتبع الكنيس الملة السفاردية.

## التاريخ
يحمل الكنيس اسم جيرت، وهو اسم القرية اليهودية القديمة، والتي أصبحت تسمى اليوم الرياض، وتعرف أيضا باسم الحارة الصغيرة، وهي تقع على بعد عدة كيلومترات جنوب مدينة حومة السوق. وفقا للتقاليد، فإن أول اليهود الذي جاؤوا إلى جربة، كانوا قد استقروا في هذه القرية، وهو كوهانيم نفيوا من القدس بعد تدمير هيكل سليمان.

## مقالات ذات صلة
- معبد موانسة
- يهود تونس